# South Lanarkshire
South Lanarkshire är en av Skottlands kommuner. South Lanarkshire gränsar till Scottish Borders, East Renfrewshire, Dumfries and Galloway, East Ayrshire, North Ayrshire, Glasgow och North Lanarkshire. Centralort är Hamilton.

## Orter
- Auchenheath
- Blackwood
- Carluke
- Carstairs
- Coalburn
- East Kilbride
- Hamilton
- Kirkmuirhill
- Lanark
- Larkhall
- Lesmahagow
- Motherwell
- New Lanark
- Strathaven
- Wishaw